# Globul le martien

Globul le martien est une série de bande dessinée créée par Tibet en 1956.
Il s'agit d'un dessin animé en Tintincolor, dont René Goscinny assurera le scénario de deux histoires.

## Naissance de la série
Tibet imagine cette série pour le Journal de Tintin en 1956. L'idée du martien, inspirée par les dessins animés américains d'avant-guerre, lui fut donnée par Franquin.
Après plusieurs épisodes, André Fernez demande à René Goscinny d'en assurer le scénario. Dans un courrier de décembre 1956, Tibet propose au scénariste d'écrire une histoire par quinzaine. Parmi les deux scénarios écrits par Goscinny, seul le premier sera publié.
Il s'agit de la première collaboration entre Tibet et Goscinny, la deuxième étant un épisode de Chick Bill (La bonne mine de Dog Bull) et la dernière Alphonse.
Globul alpiniste est la première histoire de la série scénarisée par Goscinny, mais la seule qui fut publiée dans le Journal de Tintin parmi les deux proposées par le scénariste. Tibet, qui avait créé la série, fut étonné de voir Globul faire de l'alpinisme puisque son chapeau lui permettait tout simplement de voler. Goscinny s'est inspiré d'un des dessins qu'il avait créés plusieurs années auparavant, à l'époque où il pensait qu'il serait dessinateur. Dans ce cartoon, cinq alpinistes grimpent un sommet escarpé. L'un d'eux leur dit : Dites les gars, vous êtes bien sûrs que nous sommes les premiers à réussir l'escalade de ce pic ?. Une pancarte publicitaire est en effet plantée au sommet...

## Synopsis
Globul est un martien coiffé d'un chapeau qui lui permet de s'envoler dans les airs. Cet objet est au centre des gags qu'il vivra aux côtés de son ami Presto, un terrien un peu trop sérieux.

## Histoires
La série comporte vingt-six histoires différentes :

### 1956
- Globul le petit martien et Presto
- Globul et le hic hoc hoquet!
- Nettoyage par le vide
- Globul à la pêche
- Globul chasse les papillons
- Le naufragé volontaire
- Globul dort debout
- Attention chien méchant
- Vent d’automne

### 1957
- Gare au verglas
- Hi Han!
- Les joyeux plaisantins
- Globul au musée
- Globul au stade
- Globul alpiniste (scénario de Goscinny)
  - Synopsis : Presto propose à son ami Globul dans passer quelques jours dans la montagne afin d'y escalader un sommet inviolé. Enchanté par cette idée, le martien commence à s'envoler en haut grâce à son chapeau magique, mais Presto lui signale qu'il faudra réaliser cet exploit par la seule force de leurs poignets. Commence alors l'ascension : Globul se laissant traîner par Presto, ce dernier lui propose de prendre le relais. Quand Presto tombe soudainement, Globul se sert de son chapeau pour planer dans les airs et retomber sur une plate-forme. Après une nuit passée au bord du précipice, les deux amis se réveillent gelés. Puis, Presto creuse des marches dans la paroi à l'aide de son piolet. Globul précise qu'il faudra les monter deux par deux pour aller plus vite... Après avoir été entraînés par une avalanche puis passé une cheminée, les deux amis arrivent enfin au sommet de la montagne. D'abord très fier d'être le pionnier de cette ascension, Presto s'aperçoit qu'une boutique est plantée au même endroit...
- A l’eau, Globul
- Globul chasse l'œuf
- Globul a chaud
- Globul tennisman
- Globul et son ami Eugène
- Globul à la foire
- Globul et la fuite
- La perle fine
- Goscinny écrit et dessine le découpage d'un autre épisode, Globul et les cloches, mais celui-ci ne sera jamais publié.

### Suite
Un gag en 1959 et une ultime histoire publiée en 1977 marquent la fin de la série.

## Personnages principaux
- Globul, le martien
- Presto, son ami terrien

## Publications
- Journal de Tintin, 1956 et 1957.
- Globul, Magic Strip, 1984.
- Les Archives Goscinny, Tome I, Vents d'Ouest, 1998 (seulement les deux gags scénarisés par Goscinny)

## Sources
- Aymer Chatenet (dir.), Olivier Andrieu et al., Le dictionnaire Goscinny, France, JC Lattès, 2003, 1247 p. (ISBN 978-2-7096-2313-1, OCLC 54965020).